# Rodolfo Pedro Wirz Kraemer

Wappen von Rodolfo Pedro Wirz Kraemer

Rodolfo Pedro Wirz Kraemer (* 19. April 1942 in Schwarzrheindorf bei Bonn, Deutschland) ist ein deutsch-uruguayischer Geistlicher und emeritierter römisch-katholischer Bischof von Maldonado-Punta del Este.

## Leben
Rodolfo Pedro Wirz Kraemer, dessen Vater im Zweiten Weltkrieg fiel, zog im Alter von sieben Jahren mit seiner Mutter nach Uruguay, wo deren Bruder als Priester tätig war. Nach dem Besuch des Gymnasiums studierte er in Uruguay Theologie und absolvierte zwei Gastsemester an der Universität Bonn. Am 21. Dezember 1968 empfing er das Sakrament der Priesterweihe für das Erzbistum Montevideo.
Papst Johannes Paul II. ernannte ihn am 9. November 1985 zum Bischof von Maldonado-Punta del Este. Die Bischofsweihe spendete ihm der Erzbischof von Montevideo, José Gottardi Cristelli SDB, am 21. Dezember desselben Jahres. Mitkonsekratoren waren der Alterzbischof von Montevideo, Carlos Parteli Keller, und der Bischof von Minas, Víctor Gil Lechoza. Sein Bischofswappen nimmt Bezug auf das Wappen seiner Heimatstadt Beuel.
Von Juli 2009 bis zum Oktober 2010 war er zusätzlich Apostolischer Administrator des vakanten Bistums Minas.
Papst Franziskus nahm am 15. Juni 2018 seinen altersbedingten Rücktritt an.